# Ægteskab til venstre hånd
Ægteskab til venstre hånd (middelalderlatin matrimonium ad morganaticam; deraf udtrykket morganatisk ægteskab) var i Danmark et kærlighedsægteskab mellem en konge og en almuekvinde. Navnet kommer af, at manden på dette bryllup rakte venstre hånd til bruden.
Det særlige ved dette ægteskab var dels, at kone og børn ikke kunne arve kongen, dels at kongen samtidigt kunne indgå et politisk fornuftsægteskab. Så kongen kunne have to koner på en gang. Bigami kunne ellers give dødsstraf.
For at sikre konen økonomisk fik hun en morgengave (middelalderlatin: morganatica).
Et morganatisk ægteskab bliver ofte forvekslet[kilde mangler] med et ikke-jævnbyrdigt ægteskab, hvor den fyrstelige frasiger sig sin titel og arveret. Men i et morganatisk ægteskab beholder den fyrstelige sin titel og arveret, mens ægtefællen og børnene ikke får del deri. Greverne af Rosenborg har indgået ikke-jævnbyrdige, men ikke morganatiske ægteskaber.

## Tyskland og Italien
Ægteskaber til venstre hånd har været anerkendt af den romerskkatolske kirke, så ikke bare adelsmænd, men også adelskvinder kunne gifte sig under deres stand uden at dele familieformuen ved arv.

## Eksempler på ægteskaber til venstre hånd
- 1615, Kong Christian 4. og Kirsten Munk
- 1712, Kong Frederik 4. og Anna Sophie Reventlow
- 1835, Hertug Alexander af Württemberg og Claudine Rhédey von Kis-Bocholt
- 1850, Kong Frederik 7. og Louise Rasmussen (Grevinde Danner)
- 1851, Prins Alexander af Hessen og ved Rhinen og Julia von Haucke
- 1880, Zar Alexander 2. af Rusland og Ekaterina Dolgorukova
- 1900, Ærkehertug Franz Ferdinand af Østrig og Sophie von Chotek (Hertuginden af Hohenberg).